# Gymnoscelis globulariata
Gymnoscelis globulariata là một loài bướm đêm trong họ Geometridae.